# Ivar Martinsen
Karl Ivar Martinsen (8. prosince 1920 Løten – 24. září 2018 Stange) byl norský rychlobruslař.
Jako junior závodil již na konci 30. let 20. století. Po druhé světové válce startoval na neoficiálním Mistrovství světa 1946. Velkých mezinárodních závodů se účastnil od roku 1948, kdy se představil také na Zimních olympijských hrách 1948 (1500 m – 16. místo). Startoval rovněž na ZOH 1952 (1500 m – 8. místo). Na Mistrovství světa 1952 a Mistrovství Evropy 1953 získal bronzové medaile. Poslední závody absolvoval v roce 1956.
Zemřel 24. září 2018 ve věku 97 let.